# Photokératite
 Mise en garde médicale

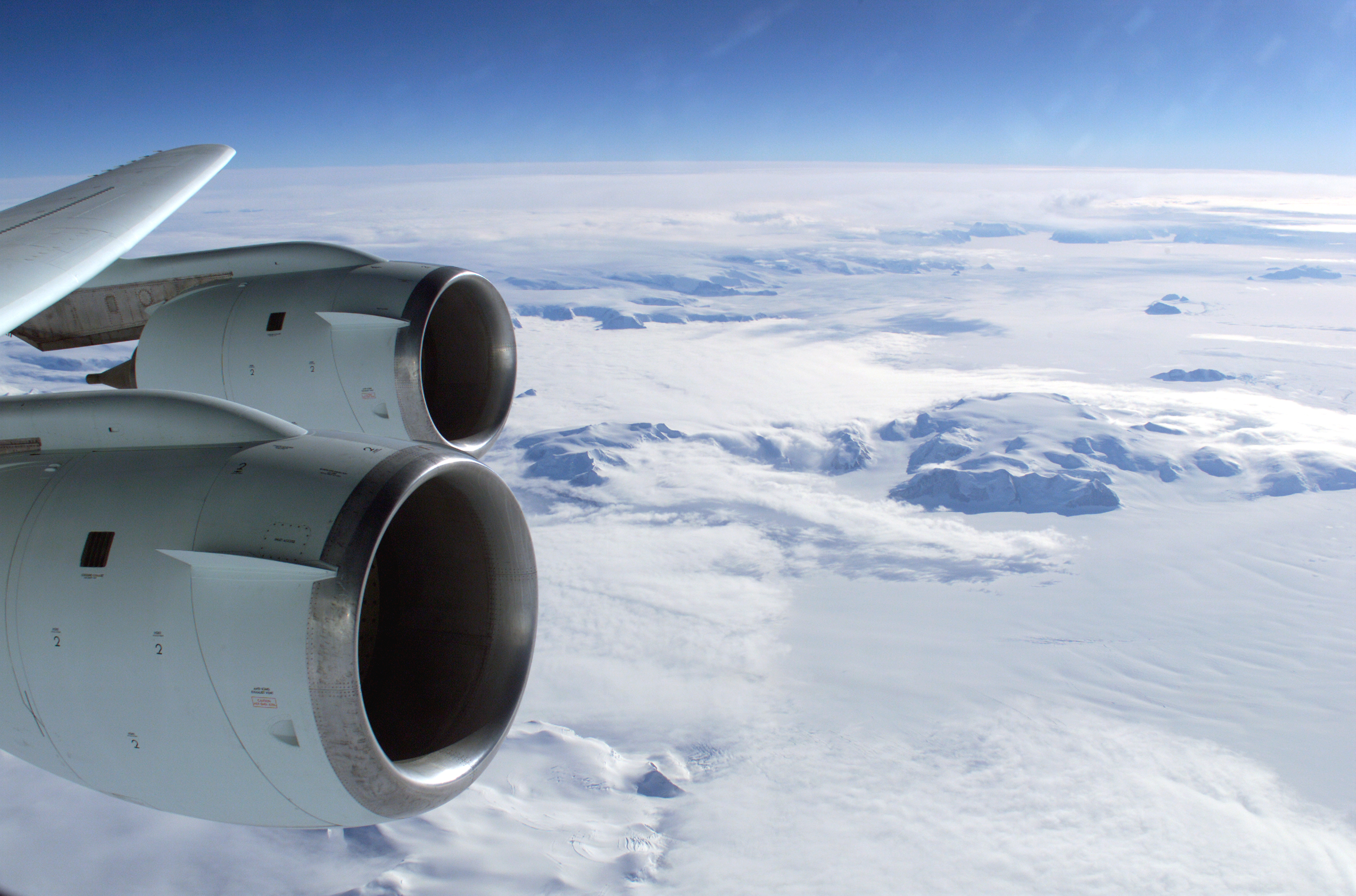
Le milieu polaire comme l'Antarctique, est particulièrement propice aux formes extrêmes de photokératite à cause de la réflexion des UV sur la neige.

La photokératite est une kératite douloureuse causée par l'exposition non-protégée des yeux aux rayons ultraviolets. Elle est appelée « cécité des neiges » ou « ophtalmie des neiges » dans ses formes extrêmes, parce qu'elle se produit couramment en altitude ou en milieu polaire. En effet, l'intensité des UV augmente de 10 à 12 % par 1 000 mètres d'altitude (par diminution de l'épaisseur d'atmosphère capable d'absorber ces rayons) et la présence de neige augmente fortement l'albédo en réfléchissant jusqu'à 80 % des rayons UV incidents. Les termes « coup d'arc » ou « flash » est un synonyme utilisé fréquemment dans le cas d'une photokératite induite par le rayonnement UV émis par l'arc électrique pendant le soudage à l'arc électrique.

## Caractéristiques
La photokératite est souvent accompagnée de photoconjonctivite (inflammation de la conjonctive).
Une forte exposition aux UV de ces fines membranes protégeant l'œil provoque la mort des cellules externes du globe oculaire quelques heures après l'exposition, donc la perte d'acuité visuelle (cécité). L'évacuation des cellules mortes (en quelques jours dans la plupart des cas) est douloureuse. Si la vision est restaurée le plus souvent, la cécité des neiges peut entraîner des complications (irritations, larmoiements chroniques...).

## Symptomatique
Le sujet a l'œil rouge et larmoyant. Il peut ressentir une gêne comme si un corps étranger se trouvait en contact avec la cornée, typiquement décrit comme du sable. Il ne supporte pas les fortes luminosités. Cette caractéristique du sujet atteint est appelée photophobie.
Il peut également sentir des pulsations régulières dans l'œil, symptôme pouvant altérer le sommeil.

## Prévention

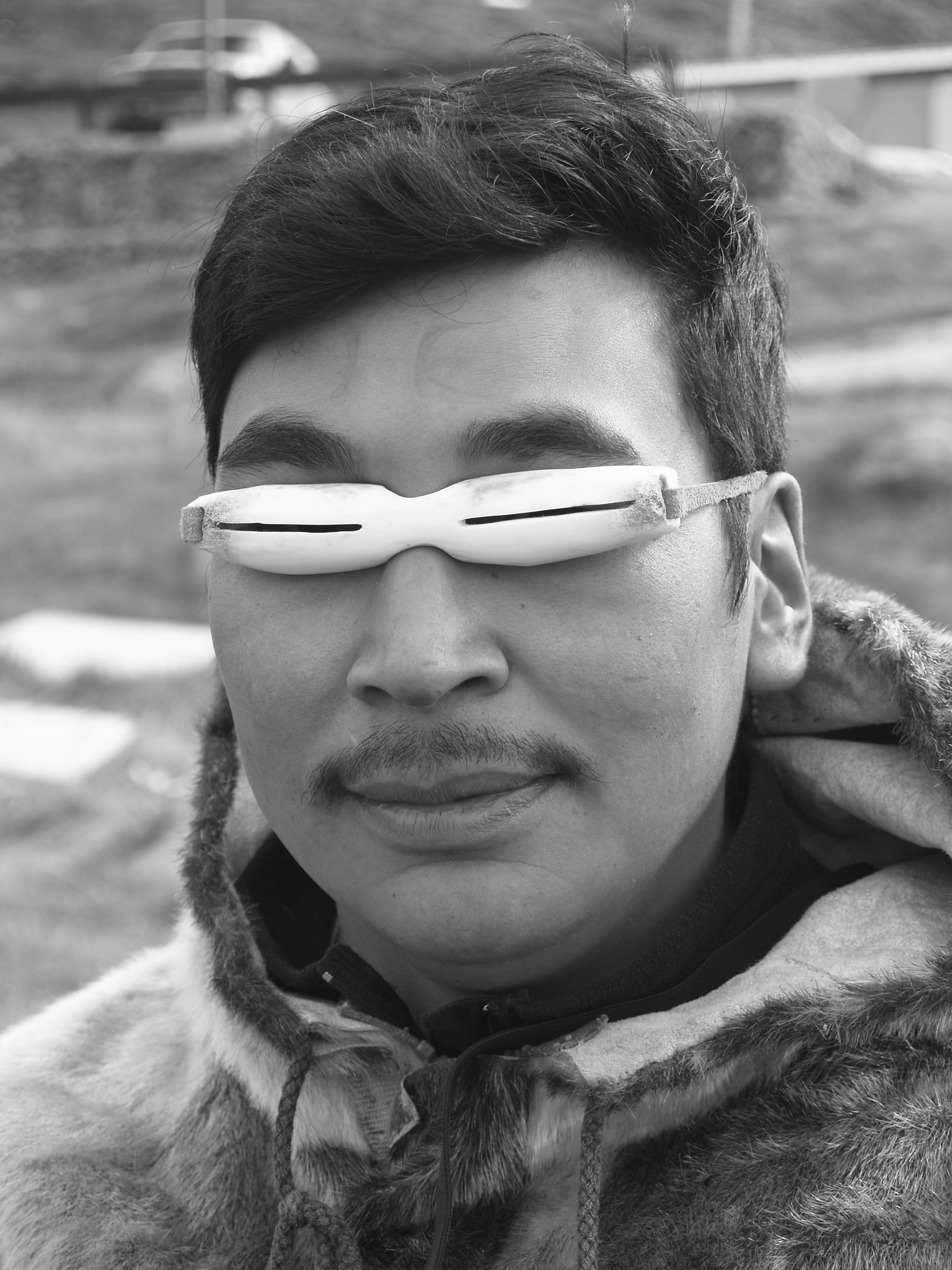
Inuit portant des lunettes de neige pour lutter contre la « cécité des neiges ».

Pour prévenir la cécité des neiges, le port de lunettes de soleil à verres larges et à forte absorption des UV est préconisé pour toute la durée de l'exposition. Les UV pouvant passer à travers les nuages, un ciel couvert n'est pas une protection.
Il convient également de porter des lunettes de protection adaptées en plastique de type Mylar lors du soudage à l'arc électrique pour limiter l'exposition aux rayons UV émis par l'arc.
Les Inuits étant sujets à la « cécité des neiges » par leur environnement proche ont développé des lunettes de neige en os de caribou avec de fines fentes pour limiter l'arrivée de lumière dans les yeux. 

## Traitement
Pour le sujet atteint de photokératite, il est possible de soulager rapidement la douleur à l'aide d'anesthésiants sous forme de collyre, et en appliquant une compresse froide et humide sur les yeux.
Les complications peuvent alors être évitées par l'isolement en pièce sombre, le retrait des lentilles de contact, et le port permanent de lunettes de soleil jusqu'à la disparition des symptômes. Il est également conseillé de ne pas se frotter les yeux.